# Naikan
Naikan (jap. 内観) ist ein aus Japan stammender Weg, der zu Selbsterkenntnis führen soll. Die Wortbedeutung ergibt sich aus nai – Inneres und kan – betrachten. Grundlage ist eine stille und intensive Betrachtung der eigenen Lebensgeschichte.
Naikan ist eine aus Japan stammende Methode der Innenschau. Sie vereint meditative Elemente mit drei einfachen Fragen, um in der Erinnerung des Teilnehmers die bisherige Selbstsicht zu überprüfen und durch Einsicht und Neuorientierung dabei zu helfen, diese zu erweitern oder zu verändern. Die Methode ist kulturunabhängig und wird in zahlreichen Ländern der Welt angewandt.

## Wirkweise und Wirkbelege
Naikan wirkt therapeutisch, psychologisch und spirituell, was durch eine große Anzahl von Erfahrungsberichten belegt wird (z. B. in den Büchern Das Wesen von Naikan und Eintauchen ins SEIN). Teilnehmer berichten von spontanem und nachhaltigem Abklingen psychosomatischer und neurotischer Störungen.
Als weitere Ergebnisse werden genannt: Versöhnung mit der eigenen Lebensgeschichte, eine tiefe Dankbarkeit gegenüber dem Leben, Verbundenheit mit allem, was ist, Verantwortungsbewusstsein für die Welt in ihren Erscheinungen und der Wunsch, zurückzugeben, weil man selbst erhalten hat. Wichtig dabei ist, dass diese Veränderungen nicht Lehrinhalte von Naikan sind, sondern spontan aus der inneren ethischen Haltung der Teilnehmer entstehen.
Darüber hinaus weisen verschiedene wissenschaftliche Studien die Wirksamkeit von Naikan in unterschiedlichen Anwendungsbereichen nach.
- Eine Untersuchung aus den 1960er Jahren in Japan zeigt, dass Naikan die Rückfallquote von rückfällig gewordenen Straftätern um mehr als die Hälfte senkt (Bindzus, Dieter/Akira Ishii: Strafvollzug in Japan)[4].
- 1995 und 1996 wurden in der Justizanstalt Gerasdorf/NÖ zwei Naikan-Wochen mit je sechs freiwilligen Teilnehmern absolviert[5]
- In Niedersachsen, wo die Methode im Justizvollzug seit 2003 flächendeckend angeboten wird, findet eine begleitende Untersuchung durch die Universität Hannover statt, von der bereits Teilergebnisse publiziert wurden (siehe W. Reiss: „Selbstbetrachtung hinter Gittern“)[6].
- Eine deutsche empirische Untersuchung im Justizvollzugsbereich (J. Beck, 2012) berichtet von gesteigertem Selbstbewusstsein, mehr Freundlichkeit und Aufgeschlossenheit der Absolventen von Naikan. Naikan erhöhe außerdem bei Inhaftierten auch die Ansprechbarkeit für weitere Maßnahmen, so „dass diejenigen, die daran (an Naikan) teilgenommen haben, eher in der Lage sind, z. B. eine Suchttherapie durchzustehen“.[7]
- Von 2002 bis 2006 fand in einem Bremer Schulzentrum ein Naikan-Programm für Schüler statt (siehe Naikan in der Schule). Das Projekt wurde wissenschaftlich begleitet.[8]

## Grundlagen von Naikan
Die Methode Naikan ist in ihrer Anwendung sehr einfach.
Sie besteht aus
- einem bewussten, zeitlich begrenzten Rückzug aus dem Alltagsleben (oder einer bewussten Auszeit aus dem Alltag) mit dem Ziel einer konzentrierten Selbstbetrachtung in Verbindung mit den drei Naikan-Fragen,
- einer strukturierten Betrachtung der Erinnerungen an wichtige Bezugspersonen (oder an wichtige Lebensthemen),
- einer neutralen, respektvollen und nicht-wertenden Begleitung durch den Naikan-Leiter.

## Naikan-Fragen
Die drei Naikan-Fragen in Bezug auf Personen lauten:
1. Was hat die Person, die ich betrachte, in einem bestimmten Zeitraum für mich getan?
2. Was habe ich in diesem Zeitraum für die Person getan?
3. Welche Schwierigkeiten habe ich in diesem Zeitraum der Person bereitet?

Die dritte Frage ist besonders geeignet, öfter wiederkehrende Verhaltensmuster zu erkennen und durch die wiederholte Bewusstmachung aufzulösen. Alle anderen Fragestellungen, insbesondere die nach den Schwierigkeiten, die eine Person dem Teilnehmer bereitet hat, werden für die Zeit des Naikans ausgeblendet. Damit wird erreicht, dass eine hohe Konzentration auf die Beziehungsthemen Geben und Nehmen und die eigenen Beiträge zu Schwierigkeiten und Dilemmata entsteht und jede Opfer- oder Vorwurfshaltung anderen gegenüber vermieden wird. Die Fragestellung kann gleichermaßen auf Themen (z. B. Ausbildung, Beruf, Hobbys usw.), Lebewesen oder Dinge angewandt werden.

## Meditative Betrachtung
Durch den Rückzug entsteht im Teilnehmer eine meditative Grundstimmung, die es ihm ermöglicht, das Alltagsbewusstsein hinter sich zu lassen und aufkeimende Erinnerungen mit wachsender Intensität wahrzunehmen.

## Inhalte der Betrachtung
Personen oder Themen werden in zeitlicher Reihenfolge vom Beginn der Beziehung bis zum heutigen Tag oder bis zum Ende der Beziehung betrachtet.
Wurde eine Person oder ein Thema zu Ende betrachtet, wählt der Teilnehmer ein(e) weitere(s). Die Wahl ist freigestellt, es wird nur empfohlen, in der ersten Zeit die Basisbeziehungen (Mutter, Vater, Geschwister, Großeltern) anzusehen und erst später zu heutigen Beziehungen oder Themen überzugehen. Naikan ist dabei sehr flexibel anwendbar.

## Übungsdauer, Ort und Struktur
Die klassische Übung dauert sieben Tage. Es werden aber auch kürzere oder längere Formen sowie Einzeltage angeboten. Für Naikan begibt sich der Teilnehmer/die Teilnehmerin an einen geschützten und ungestörten Ort, vorzugsweise in ein Naikan-Zentrum oder andere geeignete Seminarhäuser. Es wird empfohlen, die Beziehungen (oder das Thema) in Abschnitten von drei bis sechs Jahren mit Hilfe der drei Naikan-Fragen zu untersuchen. Das Betrachtungsintervall, in dem der/die Übende für sich alleine arbeitet, beträgt im klassischen Naikan zwischen ein und zwei Stunden.

## Weitere Naikan-Formen
Neben dem schon erwähnten 7-Tage-Naikan gibt es diverse Naikan-Übungen, um die Methode auch in anderen Situationen einzusetzen bzw. um Naikan nach dem Besuch einer Rückzugswoche weiter zu pflegen.

### Tägliches Naikan
Der Begründer von Naikan, Ishin Yoshimoto (1916–1988), hebt den Wert des täglichen Naikans besonders hervor. Dabei wird jeden Tag Naikan gegenüber einer Person oder einem Thema praktiziert. Die Ergebnisse werden in ein Buch eingetragen, auf Band gesprochen oder per E-Mail an einen betreuenden Naikan-Leiter gesendet. In einer anderen Variante stellt man die drei Naikan-Fragen in folgender Form am Abend gegenüber dem vergangenen Tag:
1. Wer hat heute etwas für mich getan?
2. Für wen habe ich heute etwas getan?
3. Wem habe ich heute Schwierigkeiten bereitet?

### Tages-Naikan
Viele Naikan-Zentren bieten an, für einen Tag Naikan zu praktizieren. Das kann entweder das Wochen-Naikan ersetzen, wenn es konsequent für längere Zeit in einem regelmäßigen Abstand wiederholt wird. Oder es dient der weiteren Vertiefung einer Naikan-Erfahrung bzw. der Bearbeitung von Themen, die während der Naikan-Woche keinen Platz gefunden haben. Es kann auch als Reflexionsmöglichkeit in schwierigen Lebenssituationen eingesetzt werden.

## Weiterentwickelte Naikan-Formen
Kürzere Naikan-Retreats für drei oder fünf Tage werden ebenfalls angeboten. Eine Variante ist Intervall-Naikan mit Splittung der sieben Tage auf zwei Einheiten mit drei bzw. vier Tagen und die Fortführung des Naikans zwischen den beiden Terminen mit einem E-Mail-gestützten Prozess. Eine weitere Sonderform des Wochen-Naikans ist das sogenannte Jujukinkai („Zehn Regeln“), in dem in der in Europa üblichen Variante die fünf buddhistischen Regeln (Vermeiden 1. von Töten und Gewalt, 2. des Nehmens von Nicht-Gegebenem, 3. des Missbrauchs der Sinne, 4. von Lügen und 5. vom Genuss berauschender Mittel) mit Hilfe der drei Naikan-Fragen geprüft werden. Kodo-Naikan ist ein für die Wirtschaft entwickeltes Jahresprogramm, das Naikan- und Coaching-Elemente enthält.

## Geschichte
Ishin Yoshimoto (1916–1988), japanischer Geschäftsmann und Laienprediger, schuf zwischen 1940 und 1965 die Methode Naikan. Er fasste auf Basis einer tiefen spirituellen Erfahrung, die ihm 1937 zuteilwurde, den Beschluss, eine einfache und tiefgehende Übung zu entwickeln, die jedem Menschen die gleiche Erkenntnis möglich macht. Um allen Menschen den Zugang zu Naikan zu ermöglichen, verzichtete er auf religiöse oder psychologische Elemente. Er begründete in Nara das erste Naikan-Zentrum und leitete es gemeinsam mit seiner Frau Kinuko bis zu seinem Tode 1988.1953 bot Ishin Yoshimoto das erste Mal Naikan mit großem Erfolg in einem japanischen Gefängnis in Nara an. Seither wird Naikan im Strafvollzug in Japan, in Österreich, Deutschland, Südafrika und China eingesetzt. 1974 wurde das zweite Naikan-Zentrum in Gasshoen begründet. In der Zwischenzeit gibt es in Japan etwa 40 selbständige Naikan-Zentren.
In Europa bot der Anstaltspfarrer Lothar Finkbeiner in der JVA Vechta (Niedersachsen, Deutschland) seit den späten 70er Jahren immer wieder Naikan-Übungen an.
Franz Ritter lernte Naikan 1978 in Japan kennen und organisierte das erste öffentliche Naikan in Europa. Es fand 1980 im Buddhistischen Zentrum in Scheibbs, Niederösterreich unter der Leitung von
Akira Ishii statt. Der Schriftsteller und Psychologe David Reynolds leitete 1981 das erste Mal ein Naikan in den USA. 1983 veranstaltete der Bonner Psychologe Karl-Peter Breuer das erste Wochen-Naikan in Deutschland unter der Leitung von Akira Ishii. 1985 fand das erste Naikan in Südtirol statt, 1989 in England, 1992 in der Schweiz und 1996 in Spanien.
In Asien finden Naikan-Wochen außer in Japan auf den Philippinen, in Taiwan, Nepal, China, Thailand, Kambodscha und Südkorea statt. Weitere Naikan-Wochen wurden in Kanada, Australien und Brasilien durchgeführt.
1986 wird mit dem Neue Welt Institut in Niederösterreich das erste Naikan-Zentrum außerhalb von Japan begründet. 1988 folgt die Gründung des ersten deutschen Naikan-Zentrums. In der Folge etablieren sich Naikan-Zentren in Europa und den USA. Auch in China wurden in den letzten 10 Jahren Naikan-Zentren eröffnet.
In Österreich wurde Naikan von 1995 bis 2011 in der Justizanstalt für Jugendliche in Gerasdorf angeboten. Seit 2003 wird Naikan in allen Justizvollzugsanstalten des Bundeslandes Niedersachsen angeboten. Auch andere deutsche Bundesländer zeigen Interesse und haben teilweise Naikan-Wochen in Vollzugsanstalten durchgeführt.
Der deutsche Pfarrer Lothar Finkbeiner führte 2006 Naikan im südafrikanischen Strafvollzug ein. Seither ist es eine der 10 Resozialisierungs-Methoden, die im Vollzug der RSA eingesetzt werden. Auch in der Suchttherapie fand Naikan Verbreitung, in Japan, wo Suchtkliniken die Methode in verstärktem Maße einsetzen und seit 1986 auch in Europa (Erlenhof, Oberösterreich und Hof Fleckenbühl, Deutschland).

## International Naikan Association
Die International Naikan Association veranstaltet seit 1991 alle drei Jahre einen Internationalen Naikan-Kongress, auf dem die Entwicklung von Naikan, neue Forschungsergebnisse und neue Naikan-Anbieter vorgestellt werden.
Präsident der International Naikan Association: Franz Ritter, General Sekretär: Akira Ishii
- Die INA wurde 1991 anlässlich des ersten Internationalen Naikan-Kongress in Tokyo begründet.
- 1994 folgte der erste Kongress in Europa, in Wien.
- 1997 organisierte der Verein Rainbow den 3. INA-Kongress in Brixen in Italien
- 2000 war der Kongress wieder in Tokyo zu Gast.
- 2003 kam er nach Deutschland, veranstaltet vom Naikan-Zentrum Tarmstedt.
- 2006 fand das internationale Treffen wieder in Österreich statt, veranstaltet vom Neue Welt Institut im südlichen Niederösterreich.
- 2009 lud das Haus ISIS in Dresden auf Grund des 20-jährigen Bestehens zu einem außerordentlichen-Naikankongress.
- 2010 fand der Kongress erstmals auf chinesischen Boden, in Shanghai, statt.
- 2013 war erneut Dresden der Schauplatz des Kongresses.
- 2016 organisierte das Naikan-Zentrum Bayerischer Wald den Kongress in seinem Heimatort.
- 2019 fand der Kongress von 15. bis 16. September wieder in Shanghai statt.